# Borzykowa
Pour l’article homonyme, voir Borzykowa (Sainte-Croix).
Borzykowa est un village polonais de la gmina de Żytno situé dans la Voïvodie de Łódź. Il compte 350 habitants en 2004.
Ce village est resté dans l’histoire pour avoir été le théâtre le 29 juillet 1210 d’une rencontre entre les dignitaires ecclésiastiques polonais et des ducs polonais (Lech le Blanc, Conrad Ier de Mazovie, Ladislas Odonic et Henri Ier le Barbu) au sujet des réformes de l’Église (notamment l’introduction du célibat des prêtres) dans l’archevêché de Gniezno.
L’archevêque Henri Kietlicz a réussi à obtenir d’importants privilèges pour l’Église polonaise :
- le choix des évêques par l’Église
- le privilège d’immunité pour l’Église (elle pourra avoir ses propres tribunaux et sera dispensée de payer des impôts)

En échange, Henri Kietlicz est intervenu auprès du pape pour que celui-ci interprète le testament de Boleslas III le Bouche-Torse en la faveur des ducs ayant accordé ces privilèges.
Ces privilèges seront entérinés dans une bulle pontificale de 1211, confirmés et élargis à Wolbórz en 1215.